# Gare d'Hondouville
La gare d'Hondouville est une gare ferroviaire, fermée, de la ligne d'Évreux-Embranchement à Acquigny, située sur le territoire de la commune d'Hondouville, dans le département de l'Eure en région Normandie.

## Situation ferroviaire
Établie à 26 mètres d'altitude, la gare d'Hondouville était située au point kilométrique (PK) 17,6 de la ligne d'Évreux-Embranchement à Acquigny, entre les haltes d'Hon-La-Vacherie et d'Amfreville.
Elle disposait d'une voies et d'un quai.

## Histoire
La ligne d'Évreux à Acquigny est déclarée d'utilité publique le 1er mai 1869. La ligne est ouverte le 10 mai 1872, comprenant la gare d'Hondouville, construite près du hameau du Valtier. Le terminus de la ligne était originellement la gare d'Évreux-Ville ; il faut attendre le 1er juillet 1896 pour qu'elle soit prolongée jusqu'à la gare d'Évreux-Embranchement et qu'elle soit reliée à la ligne de Mantes-la-Jolie à Cherbourg.
Le service voyageurs est supprimé le 1er mars 1940 sur toute la ligne. Le service marchandises est supprimé le 31 mai 1959 entre Brosville et Acquigny, ce qui entraîne la fermeture de la gare. Elle rouvre cependant en 1979 entre Hondouville et Acquigny pour desservir les usines construites à proximité de l'ancienne gare, même si celle-ci ne sembla pas rouvrir pour autant ; la section ferma définitivement en 2008. La section entre Évreux et Hondouville est retranchée le 11 janvier 2002, mais jamais déclassée ; la section d'Hondouville à Acquigny subsiste. 
Le bâtiment voyageurs fut détruit vers 1990 pour laisser place à un parking pour camions desservant l'usine Essity Operations.